# Metanipponaphis rotunda
Metanipponaphis rotunda är en insektsart. Metanipponaphis rotunda ingår i släktet Metanipponaphis och familjen långrörsbladlöss. Inga underarter finns listade i Catalogue of Life.